# MV Le Joola
El MV Le Joola fue un transbordador Ro-Ro propiedad del gobierno de Senegal que zozobró a la altura de la costa de Gambia el 26 de septiembre de 2002 durante una tormenta, dejando 1863 muertos y 64 supervivientes. Está considerado el segundo mayor desastre marítimo civil de la historia y el peor en el siglo XXI hasta el momento.

## El barco

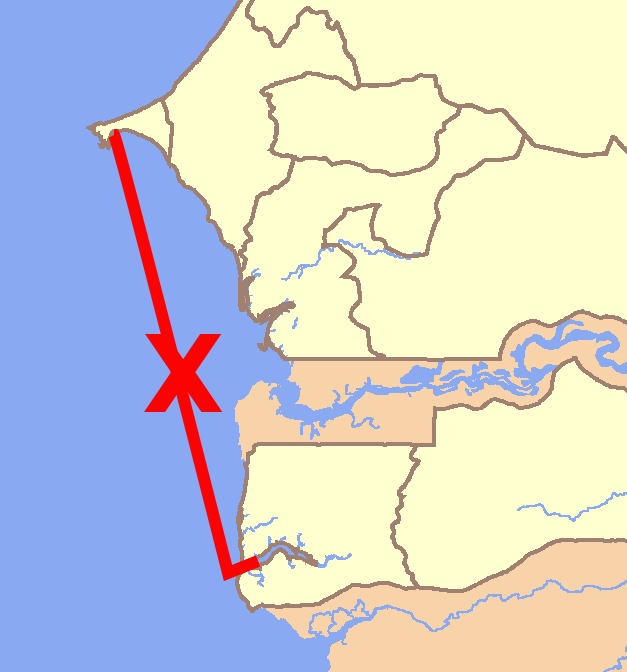
Ruta y ubicación aproximada del hundimiento del MV Le Joola.

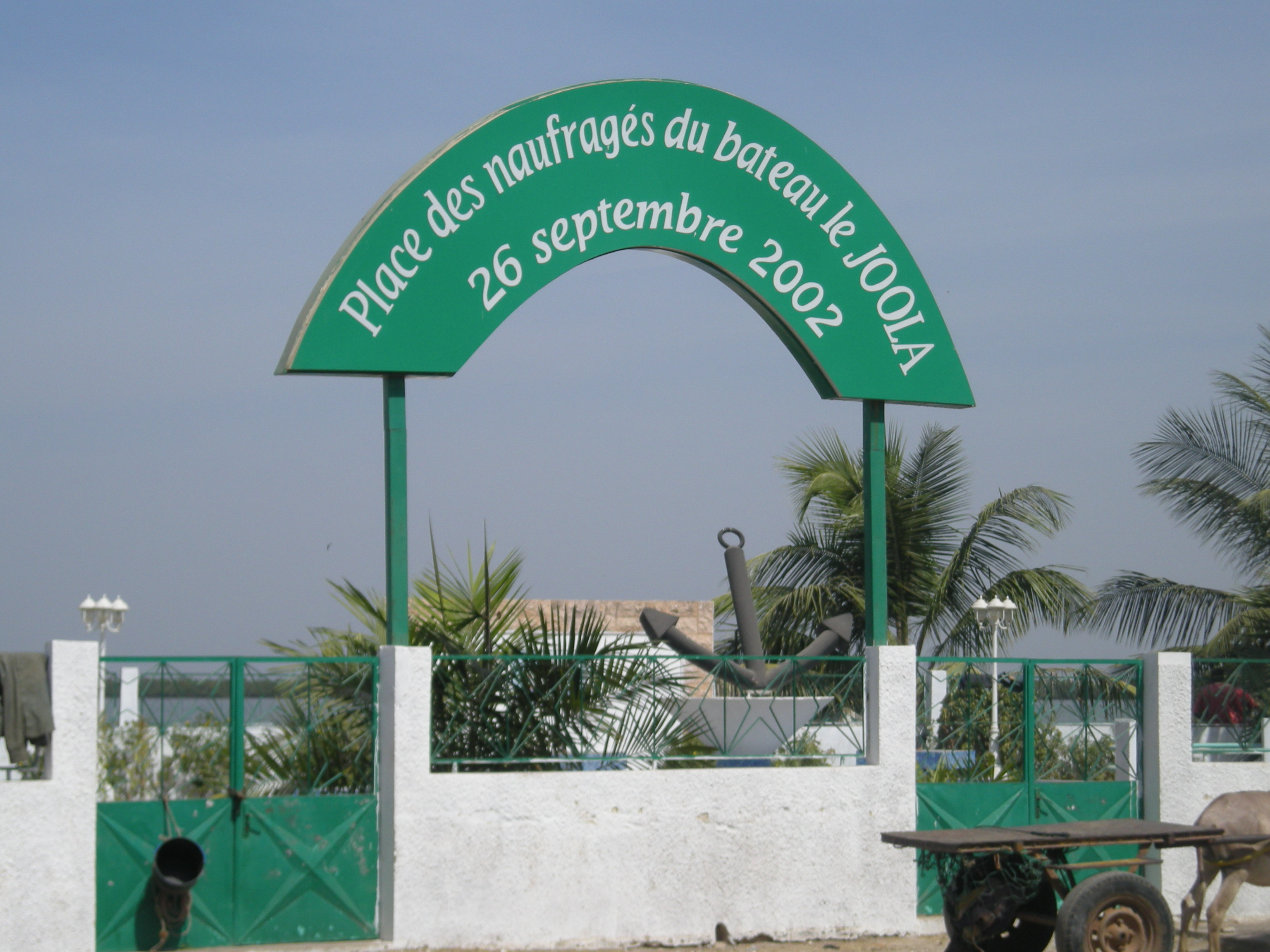
Homenaje a los náufragos a bordo del MV Le Joola, en Ziguinchor, cerca del lugar donde embarcaron.

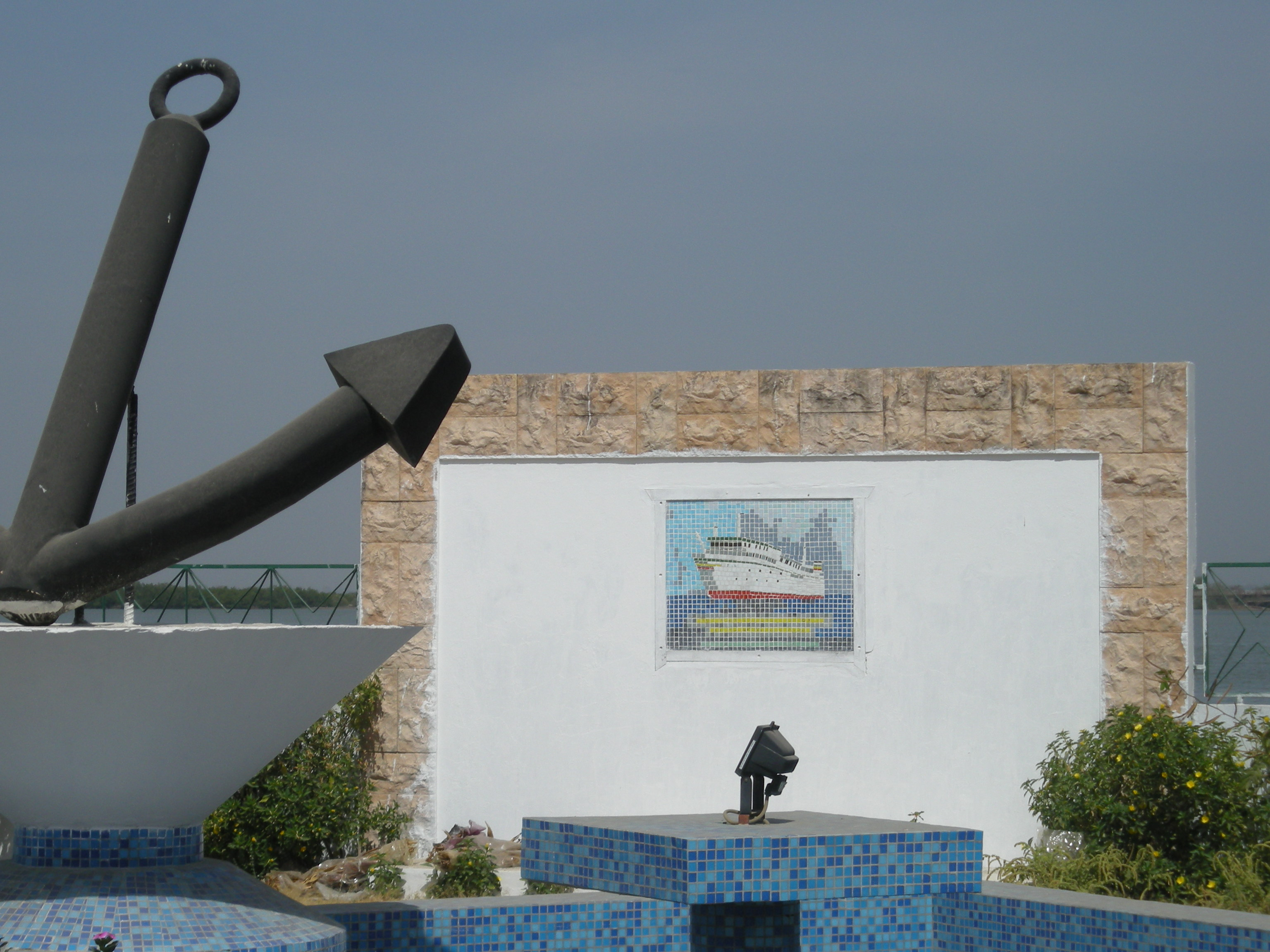
Homenaje a las víctimas, en Ziguinchor.

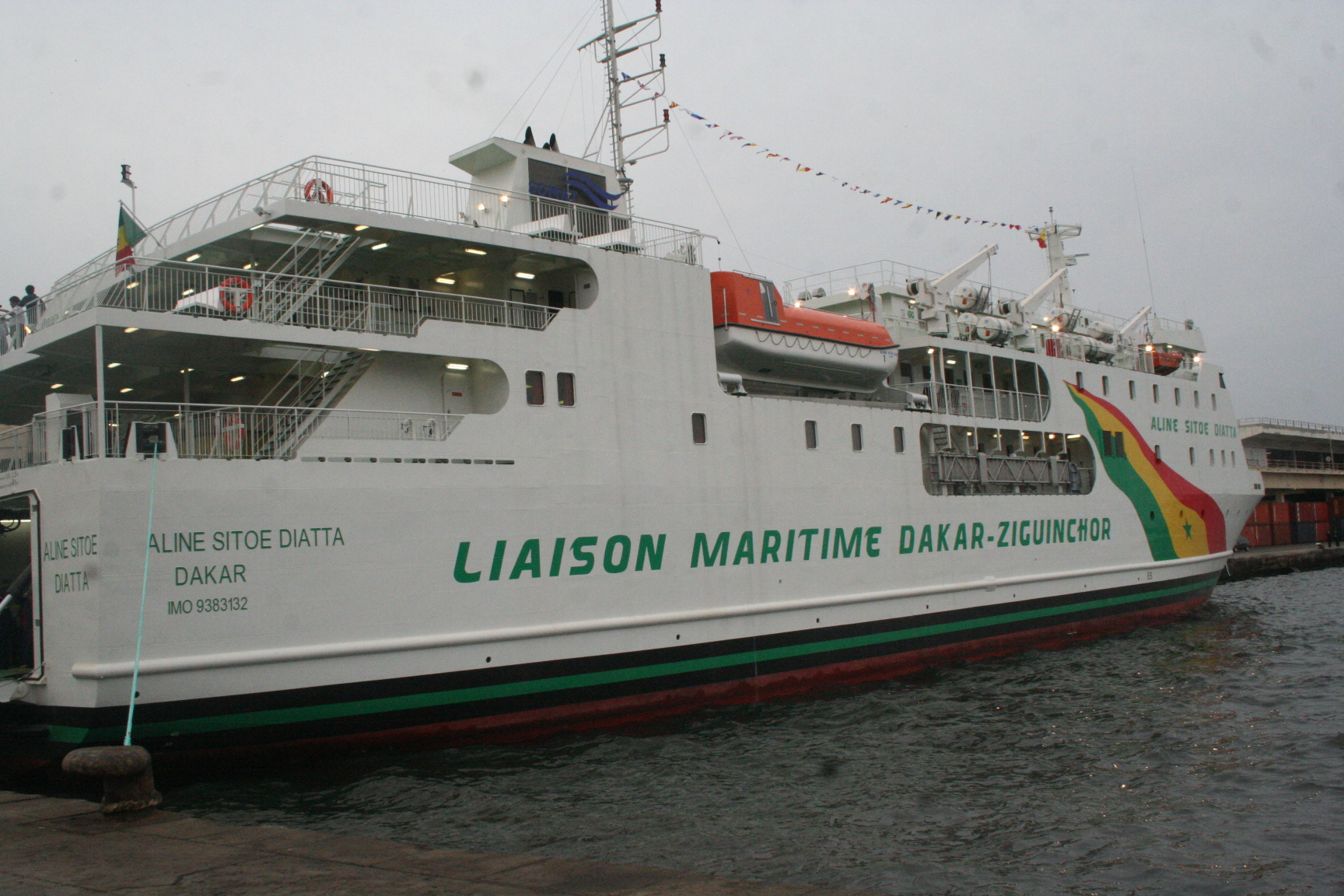
MV Aline Sitoe Diatta, bautizado en 2008 para cubrir la ruta entre Dakar y Ziguinchor.

El nombre de Le Joola hace referencia a los diolas (o jola, en lengua wólof), un pueblo del sur de Senegal. Fue construido en Alemania y botado en 1990. Tenía 79 m de eslora y 12 m de manga.
Cubría la ruta Dakar-Carabán-Ziguinchor, comunicando la provincia de Casamanza con el resto del Senegal sin tener que transitar por Gambia.

## Último viaje
El 26 de septiembre de 2002, a la 1:30 de la tarde, Le Joola zarpó de Ziguinchor en uno de sus viajes frecuentes entre el sur de Senegal y la capital Dakar. Aunque tenía una capacidad para llevar a 580 personas (contando a los pasajeros junto con la tripulación), se cree que transportaba a unas 1863 personas (incluyendo a 185 que subieron a bordo en Carabán, una isla sin puerto formal de embarque o desembarque de pasajeros) de las que 1034 habían comprado billete. El resto del pasaje no tenía obligación de comprar un billete (niños menores de 5 años) o bien había podido viajar de forma gratuita por solidaridad, como ocurría a menudo.
A las 11 de la noche, a la altura de Gambia, una tormenta azotó el barco. El viento, la mar embravecida y la sobrecarga contribueron a que Le Joola volcara en apenas cinco minutos.
Aunque muchos de los pasajeros pudieron haber muerto durante la zozobra o poco después, otros muchos probablemente sobrevivieron solo para morir ahogados esperando ser rescatados. Los equipos de rescate del gobierno no llegaron hasta la mañana siguiente, aunque algunos pasajeros ya habían sido rescatados horas antes por pescadores de la zona que iban en piragua.
Le Joola permaneció volcado, pero a flote, hasta aproximadamente las 3 de la tarde, cuando acabó hundiéndose y llevándose consigo a aquellos que no habían podido salir de la embarcación.
El 28 de septiembre de 2002, el activista medioambiental Haïdar El Ali y su equipo de submarinismo exploró el área del desastre. No encontraron a ningún superviviente, pero sí numerosos cuerpos de hombres, mujeres y niños dentro de la embarcación. Se recuperaron 551 cuerpos, de los que 93 fueron identificados y devueltos a sus familiares. Los cadáveres restantes fueron sepultados en cementerios en Kabadiou, Kantene, Mbao y en la costa de Gambia.

## Reparaciones y homenajes
El gobierno senegalés ofreció una indemnización a las familias de unos 22 000 dólares estadounidenses por víctimas. También cesó a varios funcionarios, pero nadie fue juzgado y el informe oficial se cerró un año después del desastre. Las autoridades públicas, incluidos miembros de alto rango de las fuerzas armadas de Senegal que fueron trasladados a otros puestos, fueron acusadas de no responder a los acontecimientos con la suficiente presteza, pero poca luz se arrojó sobre los responsables de permitir que el ferry se sobrecargara o tuviera un mantenimiento deficiente. El presidente Abdoulaye Wade cesó a la primera ministra Mame Madior Boye junto con gran parte de su gabinete supuestamente por su mala gestión del rescate. En las elecciones de 2007, el rival de Wade y ex primer ministro Moustapha Niasse, acusó a este de eludir su responsabilidad del desastre. Los familiares de las víctimas, muchos de los cuales no habían querido o podido reclamar reparaciones, fueron muy críticos con el gobierno por su gestión del rescate, la operación del ferry que lo condujo al desastre y el propio proceso de reparación.
Un documental del periodista senegalés Papa Moctar Selane se proyectó por primera vez en el noveno aniversario de la tragedia, el 26 de septiembre de 2011. Cuenta la historia de algunos de los supervivientes y cuestiona la lentitud del trabajo de rescate.

## Información adicional
- Barry, Jessica (3 de marzo de 2003). «Senegal ferry disaster reveals need for psychological support» (en inglés). International Red Cross.
- Jar Torre, Luis (noviembre de 2003). «Una masacre africana – el naufragio del Joola». Revista General de Marina.